# Торакатум
Торакатум (Megalechis thoracata) — прісноводний вид риб родини Панцирних сомів (Callichthyidae). Поширений в центральній та північній частині Південної Америки. Популярна акваріумна риба.
Двадцятисантиметровий сом майже не помітний на дні через сіро-чорне плямисте забарвлення. Голова торакатума велика, рот нижній.
Від рота вперед стирчать дві пари довгих вусів. Статевозрілими торакатуми стають після року. Самець відрізняється від самки товщими й довшими першими променями черевних плавців і червонуватим забарвленням грудних.
Торакатуми весь час риються в ґрунті, тому в акваріумах використовують лише плаваючі рослини і м'який пісок. Воду необхідно обов'язково фільтрувати. Годують будь-якою живою і рослинною їжею перед тим, як вимкнути світло, адже соми нічні риби.

## Нерест
Щоб риби нерестилися, їм доливають свіжої м'якої води також увечері. Температуру води підвищують до 26 °С, рівень її знижують до 10—12 см. У природі це означає, що почалася повінь, і риби вийшли на прогріті мілини. Нерестового забарвлення торакатуми, як і інші риби, що нерестяться вночі, не мають. Під плаваючим листям або у печерках самці торакатумів будують гніздо з піни, в якому самка відкладає до 800 ікринок. Воду інтенсивно продувають, дезинфікують кількома краплями метиленового синього. На четвертий-п'ятий день з'являються личинки, які через два дні стають мальками й починають їсти дрібну їжу, потім мотиля, трубочника. Необхідні їм і рослини. Підростаюча молодь забарвлена більш виразно в сірі та жовтуваті поперечні смуги.

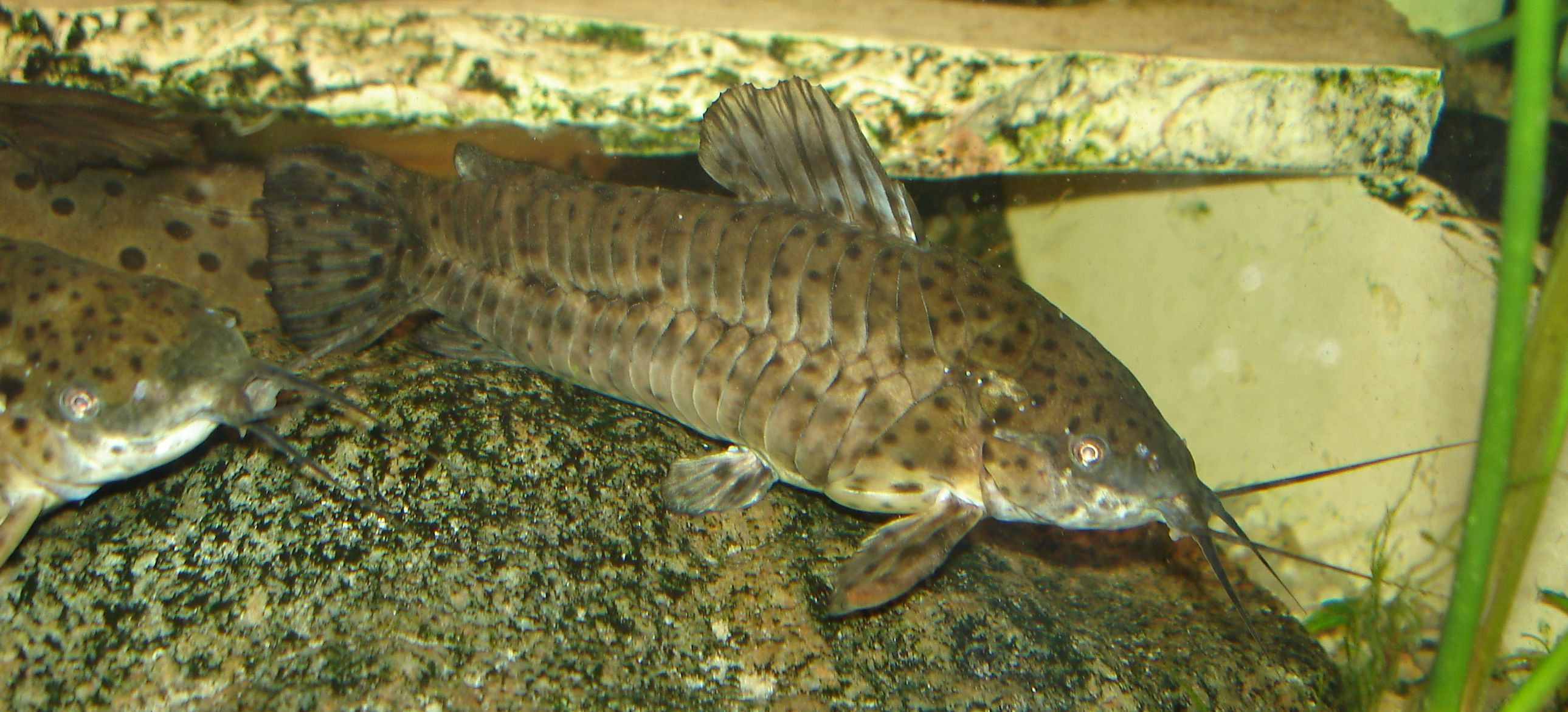